# Xiquets Copenhagen
Els Xiquets Copenhagen són una colla castellera de Copenhaguen (Dinamarca) fundada el 2014. Vesteix amb camisa de color blau marí i està formada per més d'una setentena de membres de més de 10 nacionalitats diferents.

## Història
Els Xiquets Copenhagen es van constituir oficialment la tardor de 2014 quan Søren Dissing Sandahl, un jove danès que havia estat casteller a la colla dels Ganàpies de la UAB durant una estada a Catalunya, va tornar a Dinamarca i va proposar la creació d'una colla al Casal Català de Cultura de Copenhaguen (CatalansDK).
Inicialment amb menys d'una desena de persones, la colla va anar incrementant els seus efectius i va assolir una organització autònoma. Inicialment, el cap de colla fou Pau Prat, que havia vestit la camisa dels Marrecs de Salt.

## Actuacions principals
Durant els primers anys dels Xiquets, la colla va actuar en diversos esdeveniments i diades, aixecant regularment castells de cinc pisos i els seus primers pilars de 4. Les dues actuacions més destacades d'aquells anys van ser la II Diada Internacional a Tarragona, el 2016, i el II Festival Casteller Internacional a París, el 2017.
Menys d'un any després, els Xiquets van superar de nou el seu propi rècord, aquesta vegada a Copenhaguen, durant el III Festival Casteller Internacional.
- Al juny de 2024, els Xiquets van celebrar el seu 10è aniversari amb una diada al barri de Nørrebro, a Copenhaguen. L'actuació també va comptar amb la participació dels Castellers de Berlin. La diada es va convertir en la millor actuació de la història dels Xiquets fins aleshores, després d'aconseguir descarregar dos pilars de 4, un 3d6 molt sòlid, el seu segon 4d6a i el seu primer 5d6, després d'un primer intent desmuntat.[6]

El V Festival Casteller Internacional, celebrat a Berlín al maig de 2025, va reunir fins a 10 colles i més de 400 castellers. L'actuació dels Xiquets va començar amb un 5d6 molt sòlid a la primera ronda, un id4d7 a la segona ronda i el primer 2d6 de la colla. A la ronda de repetició, els Xiquets van intentar de nou el 4d7, però malauradament va caure amb l'acotxadora en posició i l'enxaneta al nivell de terços. Tot va ser precedit per un pd4 d'entrada.

## Castells
| Castell | D | C | id | i | Primer carregat         |
| ------- | - | - | -- | - | ----------------------- |
| 3d6     | 5 |   | 4  |   | Tarragona, Octubre 2018 |
| 4d6     | 4 |   | 1  |   | Copenhaguen, Juny 2019  |
| 4d6a    | 3 |   |    |   | Copenhaguen, Juny 2023  |
| 5d6     | 3 |   | 1  |   | Copenhaguen, Juny 2024  |
| 2d6     | 1 |   | 1  |   | Berlín, Maig 2025       |
| 4d7     |   |   | 1  | 1 | -                       |

- D: Intent completat (El castell es va carregar i descarregar amb èxit).
- C: Castell carregat però que va caure abans de ser descarregat.
- id: Intent desmuntat (El castell no es va coronar, però tampoc va caure).

- i: Intent fallit (El castell va caure abans de ser coronat).